# کویل (اکلاهما)
کویل(به انگلیسی: Coyle) شهری در ایالت اکلاهما کشور ایالات متحده آمریکا است که جمعیت آن در سرشماری سال ۲۰۱۰ میلادی، ۳۲۵ نفر بوده‌است.